# University of Saint Mary of the Lake
Die University of Saint Mary of the Lake, auch bekannt als Mundelein Seminary, ist eine Privatuniversität in Mundelein in der Metropolregion Chicago, USA.
Die Hochschule hat ihre Anfänge in dem 1844 gegründeten Saint Mary College, das 1866 in die heutige Bezeichnung umbenannt wurde. 1922 wurde durch Kardinal George Mundelein, den Erzbischof von Erzbistums Chicago, das Mundelein Seminary als Katholisches Priesterseminar gegründet und ist heute Priesterseminar und theologische Hochschule für das Erzbistum Chicago.